# Комсомол (Кокпектинский район)
Комсомол (каз. Комсомол) — упразднённое село в Кокпектинском районе Абайской области Казахстана. Упразднено в 2019 г. Входило в состав Бигашского сельского округа. Код КАТО — 635059300.

## Население
В 1999 году население села составляло 179 человек (90 мужчин и 89 женщин). По данным переписи 2009 года, в селе проживали 122 человека (66 мужчин и 56 женщин).